# Taha El-Gamal
Taha Youssef El-Gamal Ali (arabisch طه يوسف الجمل علي, DMG Ṭāhā Yūsuf al-Ǧamal ʿAlī; * 26. März 1923 in Kairo; † 1956) war ein ägyptischer Schwimmer und Wasserballspieler.

## Karriere
El-Gamal nahm 1948 erstmals an Olympischen Spielen teil. In London erreichte er über 100 m Freistil das Finale und platzierte sich dort auf dem achten Rang, mit der Staffel über 4 × 200 m Freistil scheiterte er im Vorlauf. Weiterhin war er Teil der Wasserballnationalmannschaft Ägyptens, mit der er Siebter wurde. 1951 folgte die Teilnahme an den Mittelmeerspielen in Alexandria. Dort gewann er mit den Wasserballern Silber, mit der Staffel über 4 × 200 m Freistil Bronze. 1952 nahm er ein weiteres Mal mit der Wasserballnationalmannschaft an Olympischen Spielen teil. In Helsinki erreichte er mit ihr den neunten Rang.
El-Gamal starb 1956 während der Sueskrise.